# Karl Vennberg

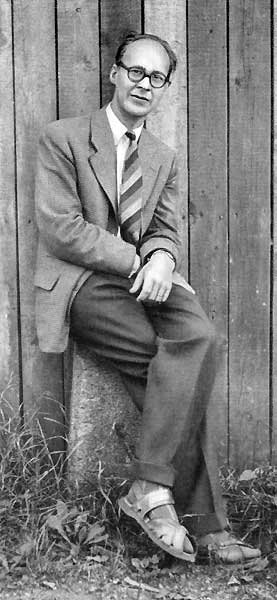
Karl Vennberg (ok. 1960)

Karl Vennberg (ur. 11 kwietnia 1910 w Blädinge, zm. 12 maja 1995 w Sztokholmie) – szwedzki poeta, krytyk literacki i tłumacz.
Na jego twórczość miały wpływ poglądy m.in. Kierkegaarda, Nietzschego i Freuda oraz utwory Eliota, Kafki i surrealistów. Był jednym z najwybitniejszych poetów lat 40. W jego wierszach przeważa ironiczny pesymizm wynikły z niepokojów egzystencjalnych XX w. Pisał także eseje. Jego twórczość została opublikowana w zbiorze Du måste värja ditt liv (Ty musisz bronić swojego życia) w 1975. Polski przekład jego wierszy ukazał się w 1980 w antologii W sali zwierciadeł.